# やすだの歩き方
『やすだの歩き方』（やすだのあるきかた）は、2012年4月6日（4月5日深夜）からCBCテレビで放送されていたバラエティ番組である。2015年10月7日（10月6日深夜）放送分からは『#やすだの歩き方』（読みは「やすだのあるきかた」のままであり、「#」は音読しない）と題して放送され、2019年3月25日まで通算7年間続いた。

## 概要
『IMPACT』と『みちゃえる!』からの継続出演者である安田美沙子と小林さり、そしてパンサーのメンバーで名古屋市出身者でもある向井慧が東海地方のさまざまな場所を訪れる「脱力系お散歩バラエティ」。トレンドやエンタメ情報の紹介コーナーも設けるなど、情報番組であった前番組の要素も残している。
2013年1月に安田が舞台出演のために1か月間番組を欠席し、その間に助っ人として出演したパンサーの尾形貴弘と菅良太郎が同年4月からレギュラー出演者に昇格した。
2015年10月からはCBCの強化番組に選出され、番組名・放送日時が変更された（詳しくは上記参照）。
2018年3月21日（20日深夜）の放送で2018年4月2日より放送時間が月曜23：56～に移設される事が発表されたが、わずか1年後の2019年3月25日放送分をもって最終回を迎えた。

## 放送時間
いずれも日本標準時。改編期などには放送時間が大きく変動する場合あり。また、1時間5分の番組であるが、1時間8分にまで拡大する場合もある。
- 金曜 0時50分 - 1時55分（2012年4月6日 - 2013年3月29日、木曜深夜）
- 金曜 0時58分 - 2時03分（2013年4月4日 - 2014年2月7日、木曜深夜）
- 金曜 0時57分 - 2時05分（2014年2月28日 - 2014年3月28日、木曜深夜）
- 金曜 0時41分 - 1時46分（2014年4月4日 - 2015年3月13日、木曜深夜）
- 金曜 0時59分 - 2時04分（2015年5月8日 - 2015年10月2日、木曜深夜）
- 水曜 0時59分 - 2時04分（2015年10月7日 - 2018年3月28日、火曜深夜）
- 月曜 23時56分 - 翌0時54分（2018年4月2日 - 2019年3月25日)

## 出演者

### レギュラー
安田美沙子
番組メイン。ナレーションでは「安田先輩」と呼ばれる。自身の何気ない発言から、バーベキューの企画では自腹を切ることになっている。2017年4月12日（11日深夜）放送分より産休に入っていたが、同年8月2日（8月1日深夜）放送分から復帰。
向井慧（パンサー）
番組の進行係。ナレーションでは「向井」、時折「向井の野郎」と呼ばれる。番組冒頭テロップに「ナゴヤ出身芸人」と加えられる。安田と小林を案内する係であるが、名古屋市内であっても自身が育った地域（熱田区出身）以外に関しては「よく知らない」と言い放つことがある。
尾形貴弘（パンサー）
2013年4月にレギュラー昇格。ナレーションでは「おがちん」（2015年10月1日までは「尾形」）。その押しの強さから小林に引かれ、「さりと尾形を仲直りさせよう」という企画に発展したことがある。
菅良太郎（パンサー）
2013年4月にレギュラー昇格。ナレーションでは「菅」。安田からは「（パンサーの中では）菅さんが好き」と言われる（菅と安田は同い年）。
児玉智洋（サルゴリラ）
2019年2月11日放送でTwitterで自身を知っている人を100人集められたらレギュラー昇格という企画が行われ集まった為翌18日放送分からレギュラー昇格。

### 準レギュラー・不定期出演
篠田恵里香（弁護士）
不定期でロケに参加。その際には寸劇を交えた法律相談コーナー「アディーレ街かど法律相談」が放送される。
マニッシュガーリー
吉本東海のお笑いコンビ。
児玉智洋（サルゴリラ、元ジューシーズ）
レギュラーメンバーがロケを欠席した際、代役としてロケに参加。レギュラーメンバーの向井と同居している。初回は2014年5月22日放送分。以後、2014年7月17日放送分・2014年7月24日放送分に出演。2014年12月18日放送分のクリスマスパーティー企画で、初めて代役としてではない出演を果たした。

### コーナー出演
NATSU（白井奈津）
「エンタメナビゲーター」にはNATSU名義で出演。「白井奈津」としてコーナー出演する場合もある。

### 過去の出演者
小林さり（番組開始～2018年4月16日）
ナレーションでは「さり」と呼ばれる。番組冒頭テロップに「JJ専属モデル」と加えられる。安田に対しては素直な後輩（実際に所属事務所の先輩後輩の関係）であるが、パンサーに対しては無茶振りをするなど強気に出ることがある。ドライブの企画では自腹を切ることになっている。2018年4月2日の放送で、2018年4月16日放送分で進学の為番組卒業を発表した。

## コーナー
やすだの歩き方
メンバーが街を歩く「街ブラ方式」（3月・9月末の飲み会企画等歩かないことも稀にある）。メンバーいわく台本がほとんど設定されておらず、「この番組は挑戦的」。
主なものとして、商店街や地下街、テーマパークなどを歩く「街ブラ」、「童心に帰った思いで公園で遊ぼう」、「飲み会をしよう」、「慰安旅行に行こう」、キリ番回での「ノーカット企画」、「視聴者メール企画」、「料理企画」などがあり、新企画も定期的にお目見えする。
やすだのエンタメ
映画や音楽などエンターテインメント情報を紹介するコーナー。前番組『みちゃえる!』に引き続きNATSUのナビゲート。新作日本映画の出演者や監督によるプロモーション映像も放送される。番組本編からは独立しており、基本的にはレギュラー陣の当コーナー出演はない。
やすだトレンド 〜クイズ第2検索ワード
検索エンジンの第2検索ワードを利用し、商品・サービスなど最新のトレンドを紹介するコーナー。進行役は向井。半年ほど過ぎた頃から「クイズ! 街行く人に第2検索ワード」という街頭ロケ企画に変わった。
今週の「誰が何する?」
2014年より開始。パンサー3人（や児玉）名が書かれた「誰が」のカードと、「一発ギャグ」「モノマネ」「しっぺ」「即興ラブソング」などの指令が書かれた「何する」のカードを、安田や小林がババ抜きの要領で選ぶ、いわゆる「無茶ぶり」のミニコーナー。「#やすだの歩き方」になってからは「誰が」カードに安田とさりの名前も加えられ、「誰が」カードは前回選出者、「何する」カードは今回選出者が引くようになった。
やすだのゲームの歩き方
2014年から行われているゲーム紹介コーナー。レギュラー陣が出演する場合もある。

## テーマ曲
- オープニングテーマ - Lucy「メロディ」
- エンディングテーマ - J-POP等の新曲を月替わりで使用。

## スタッフ
- ナレーション：HIKARI （HOYAサービス ※音声合成ソフト「VoiceText」[8]による人工音声、2015年10月1日までは同ソフトウェアのRYO）、白井奈津
- 演出：田中一平
- 監修：岩井富士夫
- プロデューサー：加納啓（Possible）、藤井稔（CBCテレビ）
- ディレクター：野口陵央、平田玲央、前田塁、川出麻梨奈、森岡紀貴
- 制作協力：ポッシブル
- 製作著作：CBCテレビ

## その他
- 放送初回・第2回は向井の仕事の都合により東海地方ではなく沖縄でロケが行われ、さらに向井は途中退場となった[9]。
- 番組開始と同じ週である2012年4月7日から6月30日までの3か月間、CBCテレビでは安田出演のペットに関する情報を扱うミニ番組『安田美沙子のオンリーわん』が放送されていた。
- 2014年1月16日放送の『とんねるずのみなさんのおかげでした 博士と助手〜細かすぎて伝わらないモノマネ選手権〜 EPISODE19 本当に細かすぎたネタ33連発SP』（フジテレビ）にて、安田のモノマネを持ちネタとしている高田紗千子（梅小鉢）が、本番組のロケを題材としたネタを披露した（タイトル読み上げ時は番組名を出さなかったが、台詞に番組名があった）。
- 2016年2月13日（土曜日）は、鹿児島県ロケによる特番『#やすだの歩き方 サンキュー! 南九州慰安旅行SP』を13:00 - 13:54枠で放送。熊田曜子がゲスト出演した[10]。

## 関連書籍
- 東海ウォーカー（角川マガジンズ） - 不定期で番組と雑誌のコラボレーション企画を掲載。